# 欧日地区勒布勒伊
欧日地区勒布勒伊（法語：Le Breuil-en-Auge，法語發音：[lə bʁœj ɑ̃.n‿oʒ] ⓘ），或纯音译作勒布勒伊昂诺日，是法国卡尔瓦多斯省的一个市镇，属于利雪区。

## 地理
欧日地区勒布勒伊（49°13'37"N, 0°13'34"E）面积9.39 平方千米，位于法国诺曼底大区卡爾瓦多斯省，该省份为法国西北部沿海省份，北濒大西洋英吉利海峡，东北与滨海塞纳省以海上边界相接，东临厄尔省，南至奧恩省，西与芒什省接壤。
与欧日地区勒布勒伊接壤的市镇（或旧市镇、城区）包括：科坎维利耶、菲耶尔维尔莱帕尔克、诺罗勒、欧日地区皮埃尔菲特、圣伊梅尔、圣菲尔贝德尚、勒托尔凯讷。

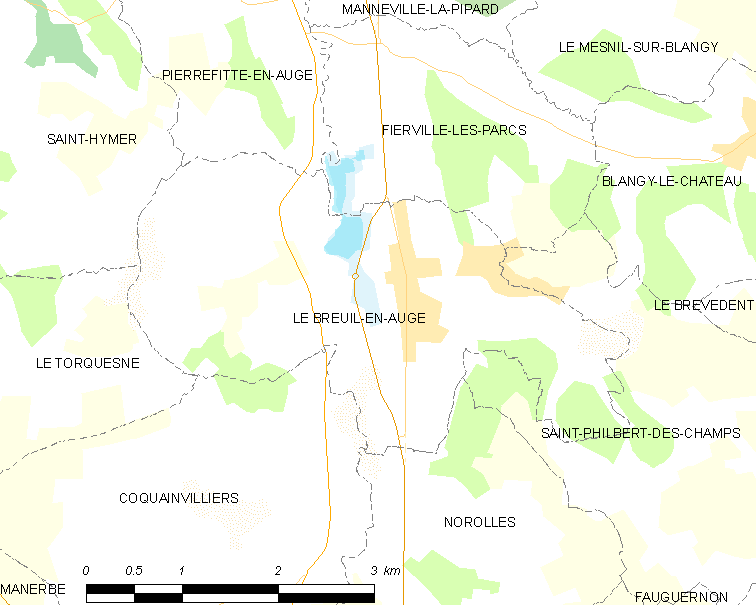
欧日地区勒布勒伊的OSM定位图

欧日地区勒布勒伊的时区为UTC+01:00、UTC+02:00（夏令时）。

## 行政
欧日地区勒布勒伊的邮政编码为14130，INSEE市镇编码为14102。

## 政治
欧日地区勒布勒伊所属的省级选区为蓬莱韦克县。

## 人口

1962-2008年间欧日地区勒布勒伊人口变化图示

欧日地区勒布勒伊于2022年1月1日时的人口数量为959人。